# Falkirk Wheel
Falkirk Wheel (česky někdy též Falkirkské kolo) je originální rotační lodní výtah, nacházející se nedaleko města Falkirk ve Skotsku. Propojuje průplavy Kanál Forth–Clyde a Union Canal a překonává výškový rozdíl 24 m. Umožňuje vnitrozemské vodní spojení mezi městy Edinburgh a Glasgow.

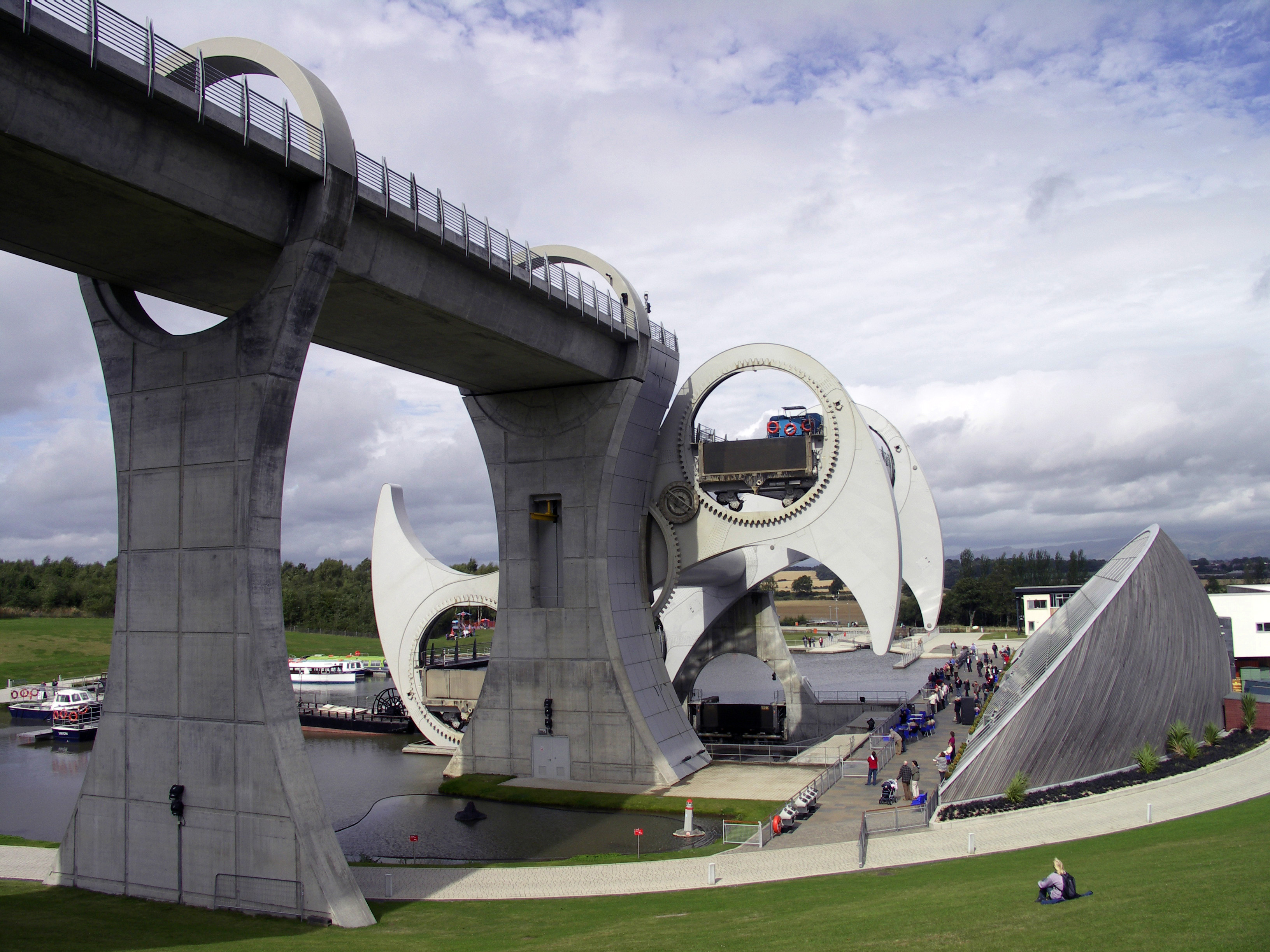
Falkirk Wheel

Výtah se skládá ze dvou van, které jsou umístěny na koncích mohutného rotoru. Obě vany mají kapacitu 600 tun vody. Díky Archimedovu zákonu nezáleží na hmotnosti plujících lodí a obě vany jsou vždy vyváženy. K pohonu celého zařízení proto stačí relativně slabý motor (22,5 kW), který otočí rotorem o 180° za 5 minut.
Falkirk Wheel je jediný rotační lodní výtah tohoto typu na světě a je považován za technickou pamětihodnost Skotska. Ve Spojeném království je provozován ještě jeden lodní výtah – Andertonský lodní výtah. Ten pracuje na podobném principu dvou vyvážených nádrží, z nichž jedna stoupá vzhůru, zatímco druhá klesá.
Výtah nahradil systém 11 zdymadel, který umožňoval přepravu mezi kanály až do 30. let 20. století.
Stavba výtahu stála 17,5 miliónu liber, celý projekt oživení kanálů 84,5 miliónu liber.
Výtah byl slavnostně otevřen královnou Alžbětou II. 24. května 2002. Otevření se zpozdilo proti plánu o měsíc, protože skupina vandalů násilně otevřela a poškodila vodní vrata výtahu.

## Postup otáčení výtahu

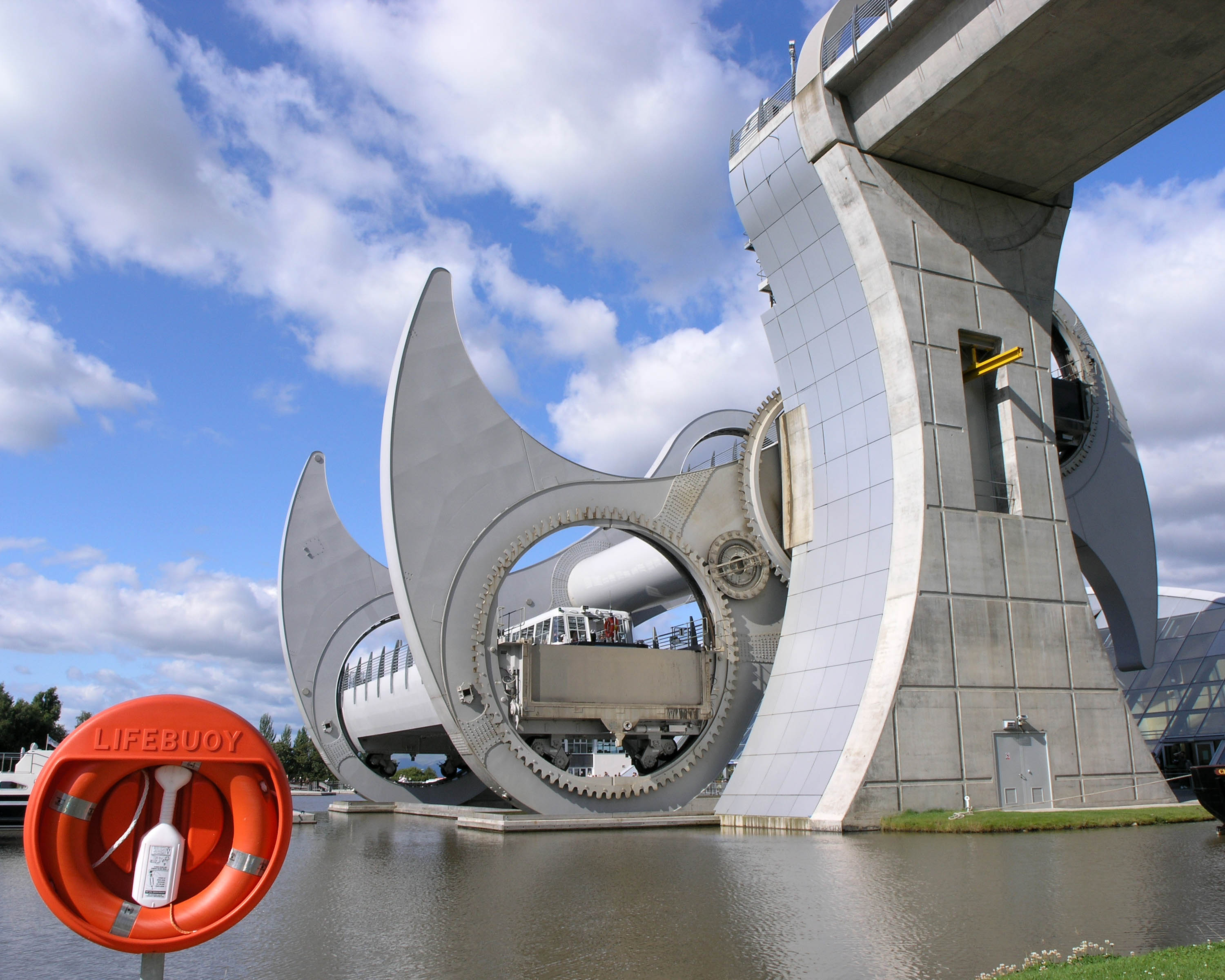
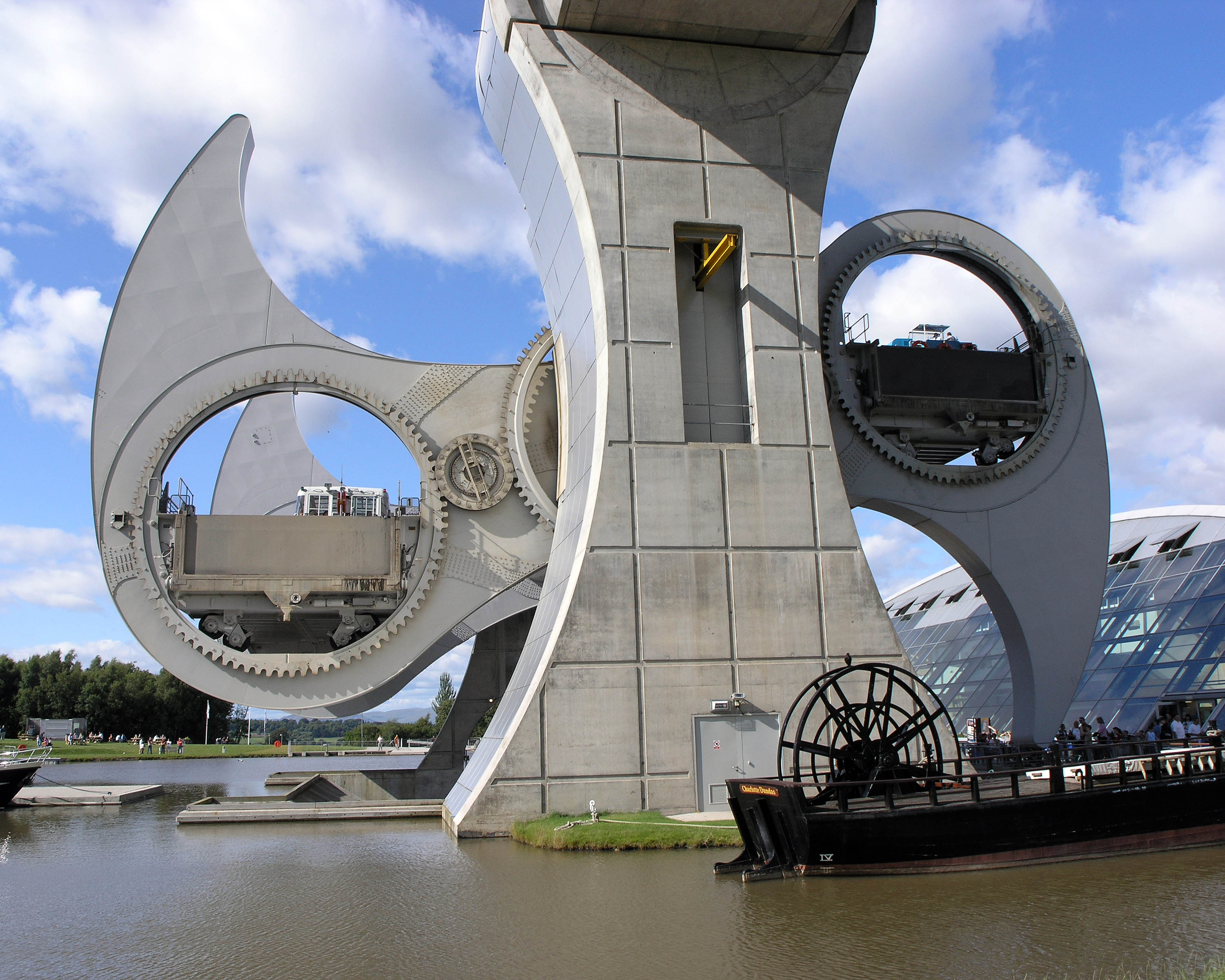
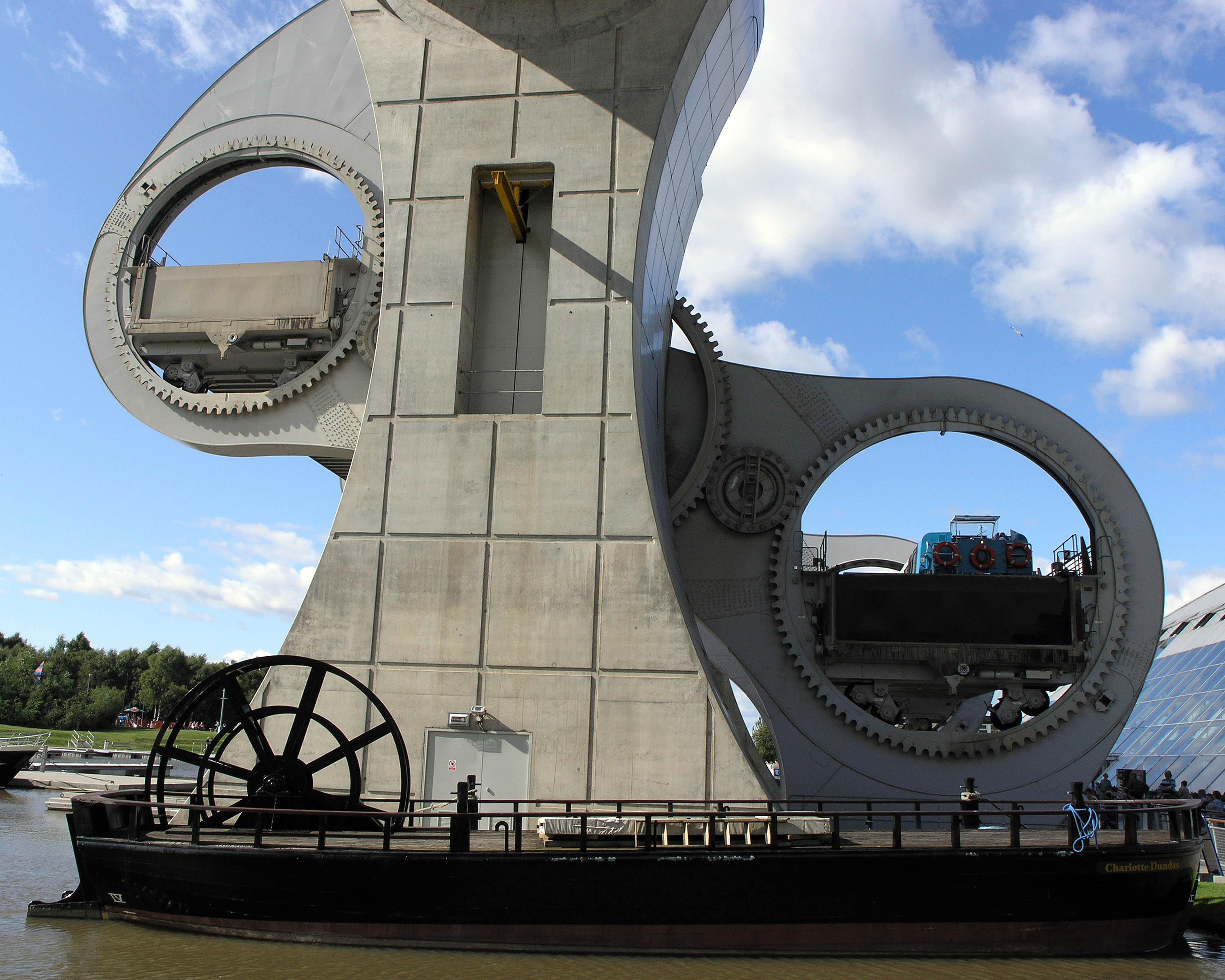